# Roodnekstruikgors
De roodnekstruikgors (Atlapetes rufinucha) is een zangvogel uit de familie Emberizidae (gorzen).

## Verspreiding en leefgebied
Deze soort is endemisch in Bolivia en telt 2 ondersoorten:
- A. r. rufinucha: westelijk Bolivia.
- A. r. carrikeri: centraal Bolivia.